# Jonatán Pastirčák
Jonatán Pastirčák (* 1993, Bratislava) je slovenský hudebník známý také jako Pjoni nebo Isama Zing.
Vystupuje od svých deseti let, kdy s Adamem Matejem založili dvoučlennou alternativní skupinu Tucan, která se později transformovala do elektronické podoby pod jménem Pjoni & Ink Midget.
V roce 2018 spolupracoval s Katarzií na hudbě k představení Antigona pro Slovenské národní divadlo, za kterou získali divadelní cenu Dosky za nejlepší hudbu roku 2018 a cenu Tatra Banky za umění 2018.
Je držitelem Českého lva za hudbu k filmu Arvéd z roku 2022. Ve stejném roce byl nominován i za hudbu k filmu Světlonoc.
Další nominace se dočkal i za film Citlivý člověk z roku 2023.
Jisté proslulosti dosáhl tím, že při vyhlášení cen Český lev 2023 si na sako připnul palestinskou vlajku.

## Soukromý život
Jeho otec Daniel Pastirčák (básník, prozaik, esejista, výtvarník a kazatel Církve bratrské) je výraznou osobností slovenského kulturního prostoru. 
Jonatán se roce 2021 oženil s Táňou Pauhofovou a v roce 2022 se jim narodila dcera Míla.